# Курулька (река)
Курулька (укр. Курулька) — левый приток реки Сухой Торец, расположенный на территории Барвенковского (Харьковская область, Украина) и Славянского районов (Донецкая область, Украина).

## География
Длина — 16 км. Площадь бассейна — 119 км². Русло в верхнем течении и приустьевой части пересыхает. Есть пруды. Долина изредка изрезана ярами и промоинами. В нижнем течении есть озеро, частично занято водной растительностью.
Берёт начало в лесном массиве, что северо-восточнее села Дибровное. Река течёт на юго-запад, юг. В нижнем течении служит административной границей Харьковской и Донецкой областей. Впадает в Сухой Торец (на 21-м км от её устья) восточнее села Василевка Первая.
Притоки: (от истока к устью) безымянные ручьи
Населённые пункты (от истока к устью):
Барвенковский район
1. Дибровное
2. Курулька
3. Пашково
4. Григоровка[1]